# ヤロスラヴリ・グラーヴヌィ駅
ヤロスラヴリ・グラーヴヌィ駅（ヤロスラヴリ・グラーヴヌィえき、ロシア語: станция Ярославль-Главный）はロシア連邦ヤロスラヴリ州のヤロスラヴリにある鉄道駅である。ロシア鉄道北部鉄道支社の拠点駅である。

## 歴史
ヤロスラヴリに最初の鉄道が建設されたのは1870年のことである。開業当初の終着駅は当駅ではなく現在のヤロスラブリ・モスコフスキー駅であった。ヤロスラヴリ - ルイビンスク間の鉄道は1898年に建設開始され、1902年に開通した。ヤロスラヴリ・グラーヴヌィ駅が開業したのはこの時である。なお、1898年から1952年までは「フスポリエ（Всполье）駅」と呼ばれていた。
開業当初の駅舎は木造であったが、2代目駅舎は1952年にスターリン様式で建設された。切符売り場と地下歩道は1977年に建設された。
2008年にはモスクワ - ヤロスラヴリ間に鉄道を建設したサーヴァ・マモントフの銅像が設置された。
2013年5月30日には豪雨により駅広場と地下歩道が浸水した。

## 発着する列車
- 2016年現在

### 通年運行
| 列車番号                        | 運行区間                            | 列車番号                        | 運行区間                            |
| ------------------------------- | ----------------------------------- | ------------------------------- | ----------------------------------- |
| 15                              | アルハンゲリスク - モスクワ         | 16                              | モスクワ - アルハンゲリスク         |
| 21 (ポリャールナヤ・ストレラ号) | ラブイトナンギ - モスクワ           | 22 (ポリャールナヤ・ストレラ号) | モスクワ - ラブイトナンギ           |
| 33                              | スィクティフカル - モスクワ         | 34                              | モスクワ - スィクティフカル         |
| 41 (ヴォルクタ号)               | ヴォルクタ - モスクワ               | 42 (ヴォルクタ号)               | モスクワ - ヴォルクタ               |
| 45 (テクスチリヌイ・クライ号)   | イヴァノヴォ - サンクトペテルブルク | 46 (テクスチリヌイ・クライ号)   | サンクトペテルブルク - イヴァノヴォ |
| 67                              | アバカン - モスクワ                 | 68                              | モスクワ - アバカン                 |
| 69                              | チタ - モスクワ                     | 70                              | モスクワ - チタ                     |
| 101                             | ヤロスラヴリ - モスクワ             | 102                             | モスクワ - ヤロスラヴリ             |
| 103                             | ヤロスラヴリ - モスクワ             | 104                             | モスクワ - ヤロスラヴリ             |
| 105                             | ヤロスラヴリ - モスクワ             | 106                             | モスクワ - ヤロスラヴリ             |
| 115 (ポモリエ号)                | セヴェロバイカリスク - モスクワ     | 116 (ポモリエ号)                | モスクワ - セヴェロバイカリスク     |
| 117 (ポモリエ号)                | アルハンゲリスク - モスクワ         | 118 (ポモリエ号)                | モスクワ - アルハンゲリスク         |
| 125 (シェクスナ号)              | チェレポヴェツ - モスクワ           | 126 (シェクスナ号)              | モスクワ - チェレポヴェツ           |
| 133                             | アルハンゲリスク - ミンスク         | 134                             | ミンスク - アルハンゲリスク         |
| 337                             | サマーラ - サンクトペテルブルク     | 338                             | サンクトペテルブルク - サマーラ     |
| 347                             | ウファ - サンクトペテルブルク       | 348                             | サンクトペテルブルク - ウファ       |
| 375                             | ヴォルクタ - モスクワ               | 376                             | モスクワ - ヴォルクタ               |
| 385                             | アルハンゲリスク - アドレル         | 386                             | アドレル - アルハンゲリスク         |
| 607                             | ヤロスラヴリ - サンクトペテルブルク | 608                             | サンクトペテルブルク - ヤロスラヴリ |

### 季節運行
| 列車番号 | 運行区間                            | 列車番号 | 運行区間                            |
| -------- | ----------------------------------- | -------- | ----------------------------------- |
| 129      | ヴォログダ - モスクワ               | 130      | モスクワ - ヴォログダ               |
| 149      | コトラス - モスクワ                 | 150      | モスクワ - コトラス                 |
| 187      | アルハンゲリスク - ノヴォロシースク | 188      | ノヴォロシースク - アルハンゲリスク |
| 209      | ラブイトナンギ - モスクワ           | 210      | モスクワ - ラブイトナンギ           |
| 221      | アルハンゲリスク - アナパ           | 222      | アナパ - アルハンゲリスク           |
| 223      | ソスノゴルスク - モスクワ           | 224      | モスクワ - ソスノゴルスク           |
| 233      | アルハンゲリスク - モスクワ         | 234      | モスクワ - アルハンゲリスク         |
| 261      | アルハンゲリスク - アドレル         | 262      | アドレル - アルハンゲリスク         |
| 281      | チェレポヴェツ - アドレル           | 282      | アドレル - チェレポヴェツ           |
| 515      | チェレポヴェツ - アドレル           | 516      | アドレル - チェレポヴェツ           |
| 527      | ソスノゴルスク - ノヴォロシースク   | 528      | ノヴォロシースク - ソスノゴルスク   |
| 543      | チェレポヴェツ - アナパ             | 544      | アナパ - チェレポヴェツ             |
| 547      | アルハンゲリスク - アナパ           | 548      | アナパ - アルハンゲリスク           |
| 557      | ペチョラ - アドレル                 | 558      | アドレル - ペチョラ                 |

## 駅周辺
- 文化宮殿（ロシア語版）
- 軍事記念墓地（ロシア語版）
- 軍事博物館（ロシア語版）
- 平和公園